# Preca Brummel
Preca Brummel S.p.A. è un'azienda italiana fondata nel 1955 da Giovanni Prevosti, con sede centrale a Carnago (VA), l'azienda conta oltre 500 dipendenti.
Attiva nel mercato della produzione e commercializzazione di articoli di abbigliamento per bambini con i marchi di produzione propria Brums, Mek, la licenza Suomy e Bimbus, queste linee sono distribuite attraverso la formula franchising e in punti vendita multimarca.

## La storia
Negli anni cinquanta, Giovanni Prevosti fonda Pregio, un piccolo laboratorio che opera nel settore tessile come terzista.
Nel 1955 entrano a far parte della società Ugo, Giancarlo e Giorgio Prevosti, dando il via a nuove proposte di campionario per bambini, facendo raggiungere all'azienda il numero di 50 dipendenti sul finire degli anni sessanta.
Nel 1968, con la produzione degli Eskimo, la società incrementa le vendite con una produzione di oltre 30.000 capi. Esploso il fenomeno loden, si arriva alla produzione di 800.000 capi in una stagione, mentre le persone addette diventano oltre 100.
Nei primi anni settanta, entra in azienda Giuseppe Prevosti, (ex presidente), attuando nuove politiche aziendali e Preca Brummel S.p.A. entra nella grande distribuzione organizzata, prendendo contatti con Coin, UPIM, La Rinascente e Standa.
Allo stesso tempo nasce una struttura produttiva esterna di laboratori in Romania, Thailandia, Cina, India.
Agli inizi degli anni ottanta, l'azienda chiude le produzioni da terzista e avvia una nuova strategia con marchi propri. Nel 1981 viene rilevata dall'amministrazione controllata Brummel S.p.A.
Nell'aprile del 2017, in seguito ad un periodo di crisi, l'azienda ha presentato domanda di concordato con riserva ed è successivamente entrata in una procedura di amministrazione straordinaria.
Nel 2022 viene acquistata dal fondo statunitense Go Global Retail, che porta avanti il marchio Brums Milano.

## I marchi

### Brums
È un marchio esistente da oltre 60 anni e rilevato dalla società Preca negli anni '80, il marchio storico Brummel è stato in seguito modificato in Brums per favorire l'espansione internazionale.
A partire dal 1989 Brums è fra le prime aziende nel settore di abbigliamento infantile ad utilizzare la distribuzione in franchising; oggi circa 250 punti vendita monomarca e 600 boutique multimarca distribuiscono le sue collezioni in Italia.
"Bio Brums" è la collezione di Brums realizzata in cotone organico dedicata al neonato. La collezione utilizza solo filati naturali provenienti da coltivazioni biodinamiche che non fanno uso di pesticidi chimici e di fertilizzanti sintetici.

### Bimbus
È un marchio di abbigliamento per bambini da 0 a 14 anni nato nel settembre 1990, e rilanciato nel 2003, quando Bimbus viene acquisito dal gruppo Preca Brummel.
Il marchio Bimbus è distribuito in 21 punti vendita diretti, 72 negozi in franchising e 1 outlet in Italia oltre a 6 punti vendita all'estero .

### Mek
Nel 1988 nasce dall'unificazione di due marchi del gruppo, Meccano e Kobol.

## Controversie
Ritiro dal mercato articolo "Caban Piuma - 7 anni": nel 2014 a seguito dell'indagine LAV Toxic Fur, il Ministero della salute avviò campionamenti e condusse ufficiali test eco-tossicologici che confermarono la presenza sul prodotto finito (ed immesso nella rete di vendita) di sostanze chimiche pericolose. Sulla base delle successive valutazioni dell'ISS, in riferimento ai test ufficiali, il Ministero della salute ha emesso l'obbligo di ritiro dal mercato e informativa ai consumatori che hanno acquistato l'articolo "Caban Piuma - 7 anni" relativamente alla possibile insorgenza di dermatite allergica.